# مانشوكو يوان
مانشوكو يوان ( (بالصينية: 滿洲國圓)، Mǎnzhōuguóyuán) كانت الوحدة الرسمية للعملة في إمبراطورية منشوريا، من يونيو 1932 إلى أغسطس 1945.
كانت الوحدة النقدية تعتمد على قطعة واحدة أساسية من الفضة الخالصة تزن 23.91 جرامًا. حلت محل عملة هايكوان الصينية، النظام النقدي المحلي الشائع الاستخدام في منشوريا قبل حادثة موكدين، كعملة قانونية.

## تاريخ
في البداية أُنتجت ضربت الأوراق النقدية والعملات المعدنية بواسطة بنك اليابان، ولكن صُدرت لاحقًا من دار سك العملة التابعة للبنك المركزي في مانشوكو في عاصمة مانشوكو هسينكينج (تشانجتشون حاليًا) مع فروع في هاربين وموكدين وجيلين وتشيتشيهار. أُفتتح البنك المركزي في مانشو في الأول من يوليو عام 1932 بحفل حضره إمبراطور مانشوكو شخصيًا، واستحوذ البنك المركزي الجديد على الأصول واستمر في مسؤوليات البنوك الأربعة السابقة التي أصدرت الأوراق النقدية في منطقة منشوريا.
كانت العملة المتداولة في منشوريا قبل إدخال اليوان المانشوكوي تتكون من الأوراق النقدية الصادرة عن مختلف البنوك الإقليمية بالإضافة إلى البنوك التجارية ومحلات صهر الفضة (المعروفة باسم ينتشانغ) ومحلات الرهن. وشملت أنواع الأوراق النقدية القديمة التي أفستعادت و دمرت فيما بعد الأوراق النقدية من الفئات العالية، والأوراق النقدية المقومة بالعملات النحاسية، والأوراق النقدية الإقليمية الرسمية التي أصدرتها بنوك الحكومة الإقليمية، والأوراق النقدية المعدنية من الفئات الصغيرة، والأوراق النقدية المقومة بالتياو/ الدياو، والأوراق النقدية المقومة بالجياو وغيرها. سُمح بتبادل الأنواع الخمسة عشر المختلفة من العملات المتداولة في منشوريا قبل إدخال اليوان المانشوكوي بالعملة الجديدة تدريجيًا لمدة ثلاث سنوات، باستخدام هذه الطريقة دُمرت خمسة وتسعين وأربعة في المائة من جميع العملات المانشوكية السابقة التي كانت لا تزال متداولة، و تعامل مع تدمير هذه الأوراق النقدية القديمة من قبل مسؤولين من وزارة المالية في حكومة منشوريا. قُطعت الأوراق النقدية القديمة أولاً بواسطة الآلات ثم حرقها، ولكن عدد الأوراق النقدية التي كان لا بد من تدميرها كان كبيرًا للغاية وكان لا بد من بناء مواقد جديدة لحرق كل الأوراق النقدية القديمة.
ونتيجة للتقلبات العالمية في أسعار الفضة خلال ثلاثينيات القرن العشرين، أزالت مانشوكو اليوان من معيار الفضة في عام 1935، ثم ربطت اليوان بالين الياباني، ووصلت في وقت لاحق إلى مستوى تقريبي من التكافؤ في سعر الصرف معه. في عام 1940، أُستخدم يوان مانشوكو لقياس صادرات وواردات مانشوكو إلى دول شملت أمريكا، وألمانيا واليابان.
طوال هذه الفترة كان حوالي نصف قيمة الأوراق النقدية الصادرة مدعومة باحتياطيات نقدية. كانت الأوراق النقدية الصادرة بخمس فئات، مائة، وعشرة، وخمسة يوان، وواحد يوان، وخمسة جياو (نصف يوان)، وعادة ما كانت تصور حكام أسرة تشينغ في الصين على الوجه الأمامي. ولمواكبة الضغوط التضخمية التي عادة ما تعاني منها المناطق الخاضعة للسيطرة اليابانية مع نهاية الحرب العالمية الثانية، صُدرت ورقة نقدية بقيمة 1000 يوان في عام 1944.
قُسم اليوان إلى 10 جياو (角)، 100 فن (分) أو 1000 لي (釐). صُدرت العملات المعدنية بفئات تتراوح من 5 لي إلى 10 فن.
في عامي 1944 و1945، أصدرت مانشوكو عملات معدنية (1 و5 فين ) مصنوعة مما وصفه الكتالوج القياسي للعملات العالمية بأنه "ألياف حمراء أو بنية اللون"، تشبه الورق المقوى. هذه أمثلة نادرة للعملات المعدنية غير المعدنية.
وكإجراء روتيني، منعت الولايات المتحدة أي تداول للعملة. وهذا جعل من الصعب على الدولة الوصول إلى سوق الائتمان الأمريكية.
في عام 1948، بعد نهاية الحرب العالمية الثانية، قام بنك تونغ بي باسترداد ما يقرب من 12 مليار يوان من أوراق البنك المركزي مانشوكو.

## الأوراق النقدية
في البداية طُبعت الأوراق النقدية من قبل اليابانيين ولكن أيضًا من قبل مكتب الطباعة الإمبراطوري المانشو بعد إصلاح دار سك العملة الصينية القديمة في مدينة موكدين.
| أوراق نقدية من اليوان المانشوكوي (إصدار 1932-1933) | أوراق نقدية من اليوان المانشوكوي (إصدار 1932-1933) | أوراق نقدية من اليوان المانشوكوي (إصدار 1932-1933) | أوراق نقدية من اليوان المانشوكوي (إصدار 1932-1933) | أوراق نقدية من اليوان المانشوكوي (إصدار 1932-1933)    | أوراق نقدية من اليوان المانشوكوي (إصدار 1932-1933) | أوراق نقدية من اليوان المانشوكوي (إصدار 1932-1933) |
| صورة                                               | صورة                                               | قيمة                                               | اللون الرئيسي                                      | وصف                                                   | وصف                                                | تاريخ الإصدار                                      |
| وجه العملة                                         | يعكس                                               | قيمة                                               | اللون الرئيسي                                      | وجه العملة                                            | يعكس                                               | تاريخ الإصدار                                      |
| -------------------------------------------------- | -------------------------------------------------- | -------------------------------------------------- | -------------------------------------------------- | ----------------------------------------------------- | -------------------------------------------------- | -------------------------------------------------- |
|                                                    |                                                    | 50 فن (5 جياو )                                    | أزرق داكن وأصفر                                    | الطائفة باللغة الصينية                                |                                                    |                                                    |
|                                                    |                                                    | 1 يوان                                             | الأزرق والأصفر                                     | علم مانشوكو ; مبنى تشينمين في قصر مانشوكو الإمبراطوري | فئة                                                | 1932-1933                                          |
|                                                    |                                                    | 5 يوان                                             | بني غامق وبني فاتح                                 | علم مانشوكو ; مبنى تشينمين في قصر مانشوكو الإمبراطوري | فئة                                                | 1933                                               |
|                                                    |                                                    | 10 يوان                                            | الأزرق والبرتقالي                                  | علم مانشوكو ; مبنى تشينمين في قصر مانشوكو الإمبراطوري | فئة                                                | 1932                                               |
|                                                    |                                                    | 100 يوان                                           | الأزرق والأصفر البرتقالي                           | علم مانشوكو ; مبنى تشينمين في قصر مانشوكو الإمبراطوري | فئة                                                | 1933                                               |

| أوراق نقدية من اليوان المانشوكوي (إصدار 1935-1938) | أوراق نقدية من اليوان المانشوكوي (إصدار 1935-1938) | أوراق نقدية من اليوان المانشوكوي (إصدار 1935-1938) | أوراق نقدية من اليوان المانشوكوي (إصدار 1935-1938) | أوراق نقدية من اليوان المانشوكوي (إصدار 1935-1938)   | أوراق نقدية من اليوان المانشوكوي (إصدار 1935-1938) | أوراق نقدية من اليوان المانشوكوي (إصدار 1935-1938) |
| صورة                                               | صورة                                               | قيمة                                               | اللون الرئيسي                                      | وصف                                                  | وصف                                                | تاريخ الإصدار                                      |
| وجه العملة                                         | يعكس                                               | قيمة                                               | اللون الرئيسي                                      | وجه العملة                                           | يعكس                                               | تاريخ الإصدار                                      |
| -------------------------------------------------- | -------------------------------------------------- | -------------------------------------------------- | -------------------------------------------------- | ---------------------------------------------------- | -------------------------------------------------- | -------------------------------------------------- |
|                                                    |                                                    | 5 جياو (50 فن)                                     | بني وأخضر وأرجواني                                 | المارشال تشاو كونغ مينغ ("إله الثروة")               | جناح                                               | 1935                                               |
|                                                    |                                                    | 1 يوان                                             | الأسود والأخضر والأصفر                             | تيان مينغ                                            | القصر الإمبراطوري، هسينكينج                        | 1937                                               |
|                                                    |                                                    | 5 يوان                                             | الأسود والبني                                      | منسيوس                                               | مجمع مباني مجلس الدولة للشؤون العامة، هسينكينج     | 1938                                               |
|                                                    |                                                    | 10 يوان                                            | الأسود والبني                                      | المارشال تشاو كونغ مينغ ("إله الثروة")               | المقر الرئيسي للبنك المركزي في مانشو، هسينكينج     | 1937                                               |
|                                                    |                                                    | 100 يوان                                           | الأسود والأخضر                                     | قاعة تا تشينج في معبد كونفوشيوس في هاربين، كونفوشيوس | غنم                                                | 1938                                               |

| أوراق نقدية من يوان مانشوكو (إصدار 1944) | أوراق نقدية من يوان مانشوكو (إصدار 1944) | أوراق نقدية من يوان مانشوكو (إصدار 1944) | أوراق نقدية من يوان مانشوكو (إصدار 1944) | أوراق نقدية من يوان مانشوكو (إصدار 1944)             | أوراق نقدية من يوان مانشوكو (إصدار 1944)       | أوراق نقدية من يوان مانشوكو (إصدار 1944) |
| صورة                                     | صورة                                     | قيمة                                     | اللون الرئيسي                            | وصف                                                  | وصف                                            | تاريخ الإصدار                            |
| وجه العملة                               | يعكس                                     | قيمة                                     | اللون الرئيسي                            | وجه العملة                                           | يعكس                                           | تاريخ الإصدار                            |
| ---------------------------------------- | ---------------------------------------- | ---------------------------------------- | ---------------------------------------- | ---------------------------------------------------- | ---------------------------------------------- | ---------------------------------------- |
|                                          |                                          | 5 جياو (50 فن)                           | أزرق مخضر وأزرق باهت                     | قاعة تا تشينج في معبد كونفوشيوس في هاربين            | التنين الصيني                                  | 1944                                     |
|                                          |                                          | 1 يوان                                   | الأسود والأخضر والبنفسجي                 | تيان مينغ                                            | الطائفة باللغتين الصينية والمنغولية            | 1944                                     |
|                                          |                                          | 5 يوان                                   | الأسود والبرتقالي                        | منسيوس                                               | مجمع مباني مجلس الدولة للشؤون العامة، هسينكينج | 1944                                     |
|                                          |                                          | 10 يوان                                  | الأسود والأخضر                           | المارشال تشاو كونغ مينغ ("إله الثروة")               | المقر الرئيسي للبنك المركزي في مانشو، هسينكينج | 1944                                     |
|                                          |                                          | 100 يوان                                 | الأسود والأزرق                           | قاعة تا تشينج في معبد كونفوشيوس في هاربين، كونفوشيوس | الصوامع                                        | 1944                                     |

| أوراق نقدية من يوان مانشوكو (إصدار 1941-1945) | أوراق نقدية من يوان مانشوكو (إصدار 1941-1945) | أوراق نقدية من يوان مانشوكو (إصدار 1941-1945) | أوراق نقدية من يوان مانشوكو (إصدار 1941-1945) | أوراق نقدية من يوان مانشوكو (إصدار 1941-1945)        | أوراق نقدية من يوان مانشوكو (إصدار 1941-1945)  | أوراق نقدية من يوان مانشوكو (إصدار 1941-1945) |
| صورة                                          | صورة                                          | قيمة                                          | اللون الرئيسي                                 | وصف                                                  | وصف                                            | تاريخ الإصدار                                 |
| وجه العملة                                    | يعكس                                          | قيمة                                          | اللون الرئيسي                                 | وجه العملة                                           | يعكس                                           | تاريخ الإصدار                                 |
| --------------------------------------------- | --------------------------------------------- | --------------------------------------------- | --------------------------------------------- | ---------------------------------------------------- | ---------------------------------------------- | --------------------------------------------- |
|                                               |                                               | 5 فين                                         | أزرق-أخضر                                     | الختم الإمبراطوري لمانشوكو ؛ التسمية                 | برج                                            | 1945                                          |
|                                               |                                               | 1 جياو                                        | أصفر برتقالي                                  | الختم الإمبراطوري لمانشوكو                           | منزل                                           | 1944                                          |
|                                               |                                               | 5 جياو (50 فن)                                | الأخضر والوردي والبرتقالي                     | المارشال تشاو جونج مينغ ("إله الثروة")               | جناح                                           | 1941                                          |
|                                               |                                               | 100 يوان                                      | الأسود والأزرق                                | قاعة تا تشينج في معبد كونفوشيوس في هاربين، كونفوشيوس | الصوامع                                        | 1945                                          |
|                                               |                                               | 1000 يوان                                     | بني غامق و بنفسجي                             | قاعة تا تشينج في معبد كونفوشيوس في هاربين، كونفوشيوس | المقر الرئيسي للبنك المركزي في مانشو، هسينكينج | 1944                                          |

## عملات معدنية
| عملات يوان مانشوكو       | عملات يوان مانشوكو | عملات يوان مانشوكو | عملات يوان مانشوكو | عملات يوان مانشوكو | عملات يوان مانشوكو             | عملات يوان مانشوكو | عملات يوان مانشوكو                                               | عملات يوان مانشوكو                                              | عملات يوان مانشوكو       |  |
| الصورة                   | القيمة             | المعايير التقنية   | المعايير التقنية   | المعايير التقنية   | المعايير التقنية               | الوصف              | الوصف                                                            | الوصف                                                           | تاريخ أول سك             |  |
| الصورة                   | القيمة             | القطر              | السُمك              | الكتلة             | التركيب                        | الحافة             | الوجه                                                            | الوجه الآخر                                                     | تاريخ أول سك             |  |
| ------------------------ | ------------------ | ------------------ | ------------------ | ------------------ | ------------------------------ | ------------------ | ---------------------------------------------------------------- | --------------------------------------------------------------- | ------------------------ |  |
|                          | 5 لي               | 21 مم              |                    | 3.5 غرام           | برونزي                         | عادي/ناعم          | علم مانشوكو داخل دائرة لؤلؤية داخلية؛ نص "⋆國洲滿大⋆ 年三同大"   | عملة معدنية مُزينة بإكليل زهور                                   | ١٩٣٣-١٩٣٤ (داتونغ ٢-٣)   |  |
|                          | ٥ لي               | ٢١ مم              |                    | ٣.٥ غرام           | برونزي                         | عادي/ناعم          | علم مانشوكو داخل دائرة لؤلؤية داخلية؛ نص "⋆國洲滿大⋆ 年元德康"   | عملة معدنية مُزينة بإكليل زهور                                   | ١٩٣٤-١٩٣٩ (كانغدي ١-٦)   |  |
| 225 بكسل                 | فين واحد           | 24 مم              |                    | 4.9 غرام           | برونزي                         | عادي/أملس          | علم مانشوكو داخل دائرة لؤلؤية داخلية؛ نص "⋆國洲滿大⋆ 年二同大"   | فئة العملة في إكليل زهور                                        | 1933-1934 (داتونغ 2-3)   |  |
| 125 بكسل                 | فين واحد           | 24 مم              |                    | 4.9 غرام           | برونزي                         | عادي/ناعم          | علم مانشوكو داخل دائرة اللؤلؤ الداخلية؛ نص "⋆國洲滿大⋆ 年二德康" | المذهب في اكليلا من الزهور                                      | 1934-1939 (كانغدي 1–6)   |  |
| ملف:1 فن 1943 MNX001.JPG | 1 فن               | 19 مم              | 1.6 مم             | 1 جرام             | الألومنيوم                     | عادي/ناعم          | الختم الإمبراطوري لمانشوكو؛ نص "• 國洲滿大 • 年八德康"           | فئة نقدية في إكليل من الأرز                                     | ١٩٣٩-١٩٤٣ (كانغدي ٦-١٠)  |  |
| ٢٢٥ بكسل                 | ١ فن               | ١٦ مم              |                    | ٠.٥٥ غرام          | ألومنيوم                       | مشطوف              | الرقم "١"؛ النص "• 國帝洲滿 • 年一十德康"                        | خرطوشة زهرية تقسم الفئة النقدية؛ غيوم في الأعلى والأسفل         | ١٩٤٣-١٩٤٤ (كانغدي ١٠-١١) |  |
|                          | 1 فين              |                    |                    | 0.62 غرام          | مادة ليفية حمراء أو بنية       | عادي/ناعم          | الرقم "1"؛ نص "• 國帝洲滿 • 年二十德康"                          | خرطوشة زهرية تقسم الفئة؛ غيوم في الأعلى والأسفل                 | 1945 (كانغدي 12)         |  |
|                          | 5 فين              | 20 مم              | 1.5 مم             | 3.5 غرام           | نيكل نحاسي                     | عادي/ناعم          | زهرة اللوتس؛ نص "⋆ 國洲滿大 ⋆ 年三同大"                          | اللؤلؤة فوق الاسم بين تنينين                                    | 1933-1934 (داتونغ 2–3)   |  |
|                          | 5 فن               | 20 مم              |                    | 3.7 جرام           | النحاس والنيكل                 | عادي/ناعم          | زهرة اللوتس نص "⋆ 國洲滿大 ⋆ 年元德康"                           | اللؤلؤة فوق الاسم بين تنينين                                    | 1934-1939 (كانغدي 1–6)   |  |
|                          | ٥ فين              | ٢١ مم              | ١.٦ مم             | ١.٢ غرام           | ألومنيوم                       | عادي/ناعم          | رقم "٥" كبير داخل دائرة؛ نص "• 國洲滿大 • 年十儀溥"              | ختم إمبراطور مانشوكو أعلى الفئة؛ إكليل زهور أسفلها              | ١٩٤٠-١٩٤٣ (كانغدي ٧-١٠)  |  |
|                          | ٥ فين              | ١٩ مم              |                    | ٠.٧٥ غرام          | ألومنيوم                       | مضلع               | رقم "٥"؛ نص "• 國帝洲滿 • 年一十德康"                            | خرطوش زهري يقسم الطائفة؛ غيوم فوق وتحت                          | 1943-1944 (كانجد 10-11)  |  |
| 225px                    | 5 فن               | 20 مم              | 2.3 مم             | 1.2 جرام           | مادة الألياف الحمراء أو البنية | عادي/ناعم          | العددية "5"؛ نص "• 國帝洲滿 • 年一十德康"                        | خرطوش زهري يقسم الطائفة؛ غيوم فوق وتحت                          | 1944-1945 (كانجد 11–12)  |  |
|                          | 1 جياو             | 23 مم              |                    | 5 جرام             | النحاس والنيكل                 | عادي/ناعم          | زهرة اللوتس نص "⋆ 國洲滿大 ⋆ 年三同大"                           | اللؤلؤة فوق الاسم بين تنينين                                    | 1933-1934 (داتونغ 2–3)   |  |
|                          | 1 جياو             | 23 مم              |                    | 5 غرامات           | نيكل نحاسي                     | سادة/ناعمة         | زهرة لوتس؛ نص "⋆ 國洲滿大 ⋆ 年五德康"                            | لؤلؤة فوق الفئة بين تنينين                                      | 1934-1939 (كانغدي 1-6)   |  |
|                          | 1 جياو             | 21 مم              |                    | 3.5 غرام           | نحاس نيكل                      | مُقَصَّب               | بيغاسي؛ نص "• 國洲滿大 • 年七德康"                               | ختم إمبراطور مانشوكو أعلى الفئة مع رسم منمق لشروق الشمس والغيوم | ١٩٤٠ (كانغدي ٧)          |  |
|                          | ١ جياو (١٠ فين)    | ٢٣ مم              |                    | ١.٧ غرام           | ألومنيوم                       | مُقَصَّب               | رقم "١٠" ضمن إطار من وزن "فوندو"؛ نص "• 国地Manda • 年九德门"    | الختم الإمبراطوري لمانشوكو فوق التسمية مع ساقي أرز              | 1940-1943 (كانجد 7–10)   |  |
|                          | 1 جياو (10 فن)     | 22 مم              | 1 مم               | 1 جرام             | الألومنيوم                     | عادي/ناعم          | الرقم "10"؛ نص "• 国田洲滿• 年十德国"                            | خرطوشة زهرية تقسم الطائفة؛ السحب فوق وتحت                       | 1943 (كانغدي 10)         |  |